# Admiral flota Sovetskogo Sojuza Kuznecov
La portaerei Admiral flota Sovetskogo Sojuza Kuznecov (in russo Адмирал флота Советского Союза Кузнецов?), nota più brevemente soltanto come Admiral Kuznecov, è la nave ammiraglia della Voenno-morskoj flot. Era stata commissionata originariamente per la VMF e doveva essere la capoclasse dell'omonima classe di incrociatori pesanti portaeromobili missilistici "ТАВКР/TAVKR"; inizialmente avrebbe dovuto chiamarsi Riga, fu rinominata quindi Leonid Brežnev e poi Tbilisi.
In Occidente è classificata come portaerei, mentre il termine usato dai russi è ТАВКР/TAVKR, acronimo di "incrociatore pesante portaeromobili missilistico" (in russo Тяжёлый авианесущий крейсер ракетный?, Tjažëlyj avianesuščij krejser raketnyj) in quanto tale designazione consente alla Russia di aggirare la Convenzione di Montreux per le navi che transitano attraverso i Dardanelli ed il Bosforo tra il Mar Mediterraneo ed il Mar Nero.
Entrata in servizio a metà degli anni novanta è l'unica portaerei russa in attività ed è inoltre una delle due sole portaerei operativa ad utilizzare per il decollo e l'atterraggio il sistema STOBAR, mentre l'altra è un'unità derivata dallo stesso progetto di base, la INS Vikramaditya, ex incrociatore portaeromobili Baku sovietica della classe Kiev, entrata in servizio nel 2013.

## Storia

La nave ha tre punti di decollo per aerei ad ala fissa.

La nuova portaerei venne ordinata per la Marina Sovietica il 3 marzo 1981, ed avrebbe dovuto chiamarsi Riga. La sua costruzione fu intrapresa presso il cantiere navale di Mykolaïv in Ucraina, ma prima dell'inizio dei lavori il suo nome venne cambiato in Leonid Brežnev in seguito alla morte del segretario generale del PCUS avvenuta nel novembre del 1982. Lo scafo della nave venne impostato il 22 febbraio 1983 ed il varo ebbe luogo il 5 dicembre 1985. In seguito all'avvento dell'era Gorbačëv in Unione Sovietica durante la fase di allestimento la nave è stata prima ribattezzata Tbilisi nel 1987 e finalmente il 4 ottobre 1990 è stata intitolata all'eroe dell'Unione Sovietica Nikolaj Kuznecov. L'allestimento della nave era al 71% nell'estate del 1989 e nel novembre dello stesso anno vennero fatte le prime prove di appontaggio. Consegnata alla Marina Sovietica il 21 gennaio 1991, nel dicembre dello stesso anno partì dal Mar Nero per unirsi alla Flotta del Nord cui era stata assegnata.
La nave venne dotata di aeromobili solo nel 1993, divenendo pienamente operativa nel 1995 nella Marina della Federazione Russa. Nel gennaio 2009, la Kuznecov risulta in servizio nella Flotta del Nord, inquadrata nella 43ª Divisione navi lanciamissili.

### Intervento nel conflitto siriano
Dal novembre 2016 al gennaio 2017, l'Admiral Kuznecov ha preso parte per la prima volta ad una missione operativa di guerra intervenendo con il proprio gruppo imbarcato nel conflitto siriano. In due mesi di operazioni, la Kuznecov ha lanciato 420 sortite, 117 di notte, distruggendo 1252 obiettivi nemici identificati in Siria. Sia il vettore che il personale erano alla prima operazione a lungo termine lontano dalle proprie basi, facendolo entrare nella storia della Marina Russa, in quanto era la prima volta che questa prendesse parte ad un conflitto con una portaerei.
Durante il rischieramento sono stati persi due aerei. Il primo incidente ha riguardato un MiG-29K, precipitato il 14 novembre 2016, mentre si apprestava ad appontare sulla nave. Il secondo, il 5 dicembre 2016, ha riguardato un Su-33 caduto mentre era in fase di appontaggio. Per il suo impegno nel conflitto siriano, la nave ha ricevuto l'ordine di Ušakov dal presidente Vladimir Putin nel 2018. È la prima unità russa a ricevere tale onorificenza.

### L'ammodernamento
Ad aprile 2018, il Ministero della difesa russo ha comunicato l'avvenuta firma con la United Shipbuilding Corporation del contratto riguardante l'ammodernamento della portaerei (incrociatore lanciamissili portaeromobili secondo la dottrina russa) Admiral Kuznecov. Nello specifico, il contratto prevede un aggiornamento limitato della nave, a fronte di un costo che oscilla tra i 55 e ed i 62 miliardi di rubli (rispettivamente 736 e 829 milioni di euro), con riconsegna prevista nella seconda metà del 2020 e rientro in servizio operativo a giugno/luglio 2021. I lavori si svolgono presso il cantiere navale n. 35 del Centro riparazioni navali "Zvezdočka" della Severodvinsk, a Murmansk.
La grossa parte dei lavori interesserà il sistema di propulsione, con l'adozione di caldaie a vapore più moderne rispetto a quelle attuali, ed il rimpiazzo del radar di scoperta e allerta precoce a 4 facce fisse MARS-PASSAT (SKY WATCH in denominazione NATO), sistema di prima generazione risalente al periodo sovietico. Al suo posto, dovrebbe essere montato un non ben specificato sistema più avanzato POLIMENT-REDUT. Verranno effettuati, inoltre, interventi anche su parte del ponte di volo, in particolare è previsto il rifacimento del rivestimento del trampolino, e verranno sostituiti il sistema ed i cavi d'arresto dei velivoli, nonché il sistema d‘illuminazione per gli appontaggi. Inoltre, è probabile, anche se non tutte le fonti concordano, un aggiornamento dei sistemi d’arma. In particolare, sembrerebbe che la Kuznecov verrà equipaggiata con complessi per la difesa aerea a breve raggio Pantsir-M, versione navalizzata del sistema terrestre Pantsir-S1, da cui differisce per la presenza di 2 mitragliere a 6 canne rotanti GSh-6-30K/A0-18KD da 30 mm al posto dei 2 cannoni automatici a canna singola 2A38M, e per l’adozione di un nuovo sistema di tiro dotato del radar phased-array multispettro 1RS2-1E.
I Pantsir-M probabilmente sostituiranno gli 8 CIWS CADS-N-1 Kaštan, sistema che combina mitragliere Gatling da 30 mm e SAM 3K87 Kortik, più avanti con gli anni rispetto ai 6 CIWS AK-630 che, verosimilmente, dovrebbero essere mantenuti. Per la difesa aerea a lungo raggio, invece, si parla della possibile installazione del sistema missilistico a medio raggio S-350E Vityaz/Redut, variante navale dell'omonimo sistema terrestre che risulta in fase di sviluppo ormai quasi decennale anche a fronte dell'installazione del nuovo sistema radar sopra menzionato, al posto dell'attuale sistema a corto-medio raggio SA-N-9 (24 pozzi a tamburo da 8 per un totale di 192 ordigni). Per questioni di fondi non dovrebbero, invece, essere installati i missili da crociera da attacco terrestre Kalibr-NK (SS-N-30A «Sizzler» in ambito NATO) che avrebbero dovuto prendere il posto dell’attuale batteria da 12 missili antinave pesanti “Granit” (SS-N-19 «Shipwreck»).
Durante la fase d'ammodernamento, il Kuznecov è stato soggetto a due incidenti che hanno ulteriormente rallentato la fase d'ammodernamento e la prevista riconsegna alla Marina russa. Il primo verificatosi a Murmansk il 29 ottobre 2018, vide la nave danneggiata dal crollo di una gru.
Questa, crollata da un'altezza di 15 metri, a causa dell'affondamento del bacino galleggiante PD-50 su cui era posta, causò danni al ponte di volo ed il ferimento di quattro persone. Il secondo incidente, verificatosi il 12 dicembre sempre nello stesso cantiere, vide la nave danneggiata da un incendio sviluppatosi in seguito ad operazioni di saldatura, ed avrebbe interessato circa 600 metri quadrati di superficie, e provocato il ferimento di sei persone e 15 morti.
Attualmente l'unità è in stato non operativo ed ancora in fase di ammodernamento e riparazione presso i cantieri di Murmansk.

## Galleria d'immagini

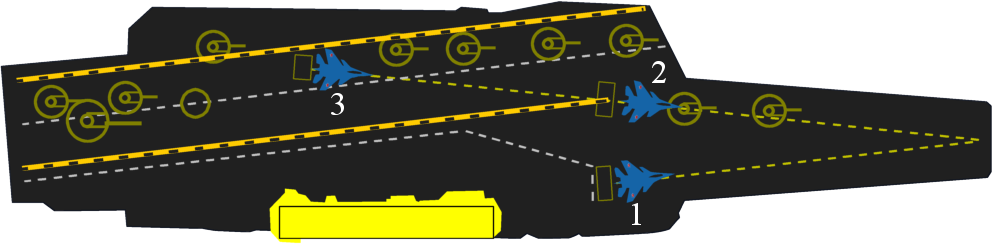
Diagramma dell'Admiral Kuznecov
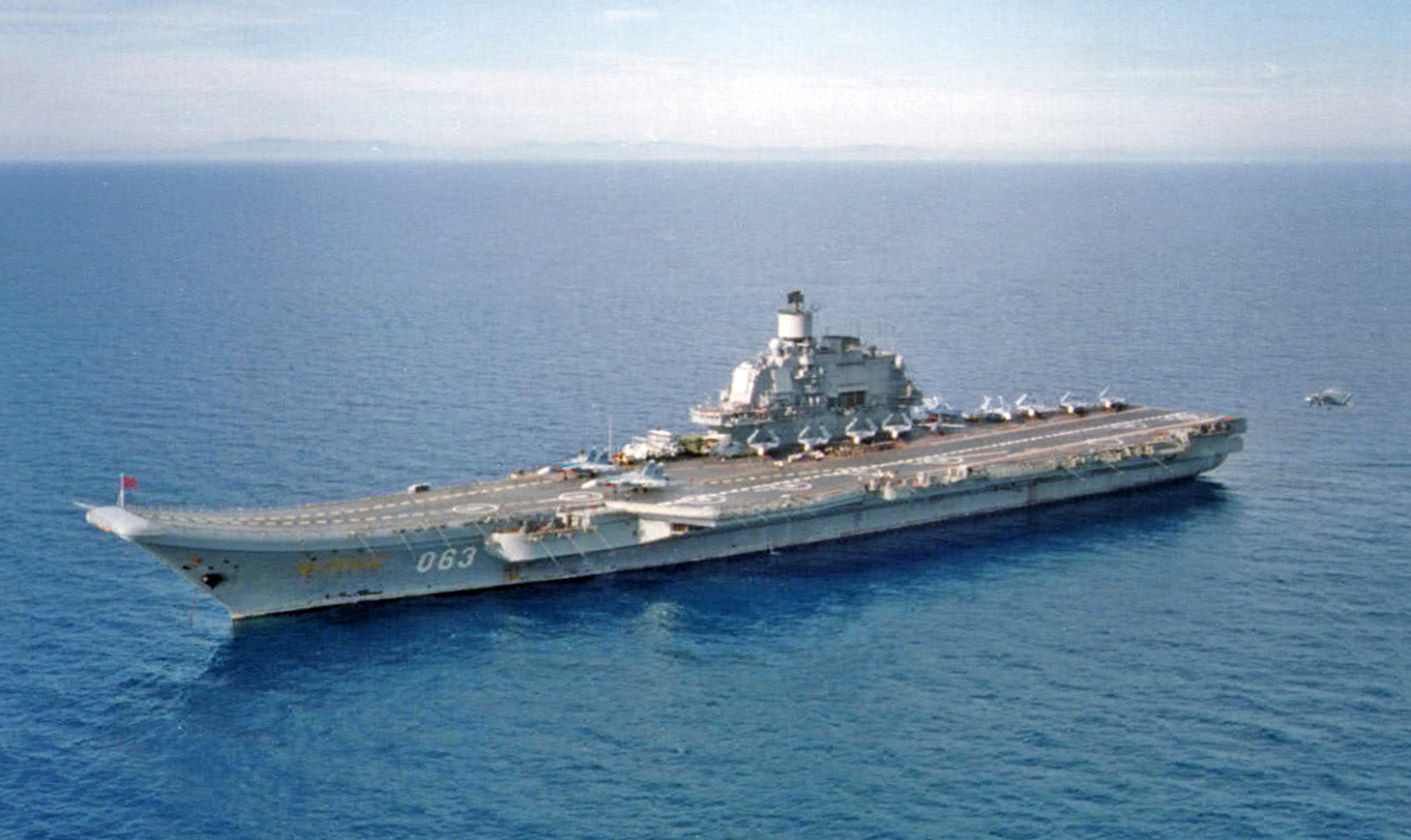
L'Admiral Kuznecov in navigazione nel 1996
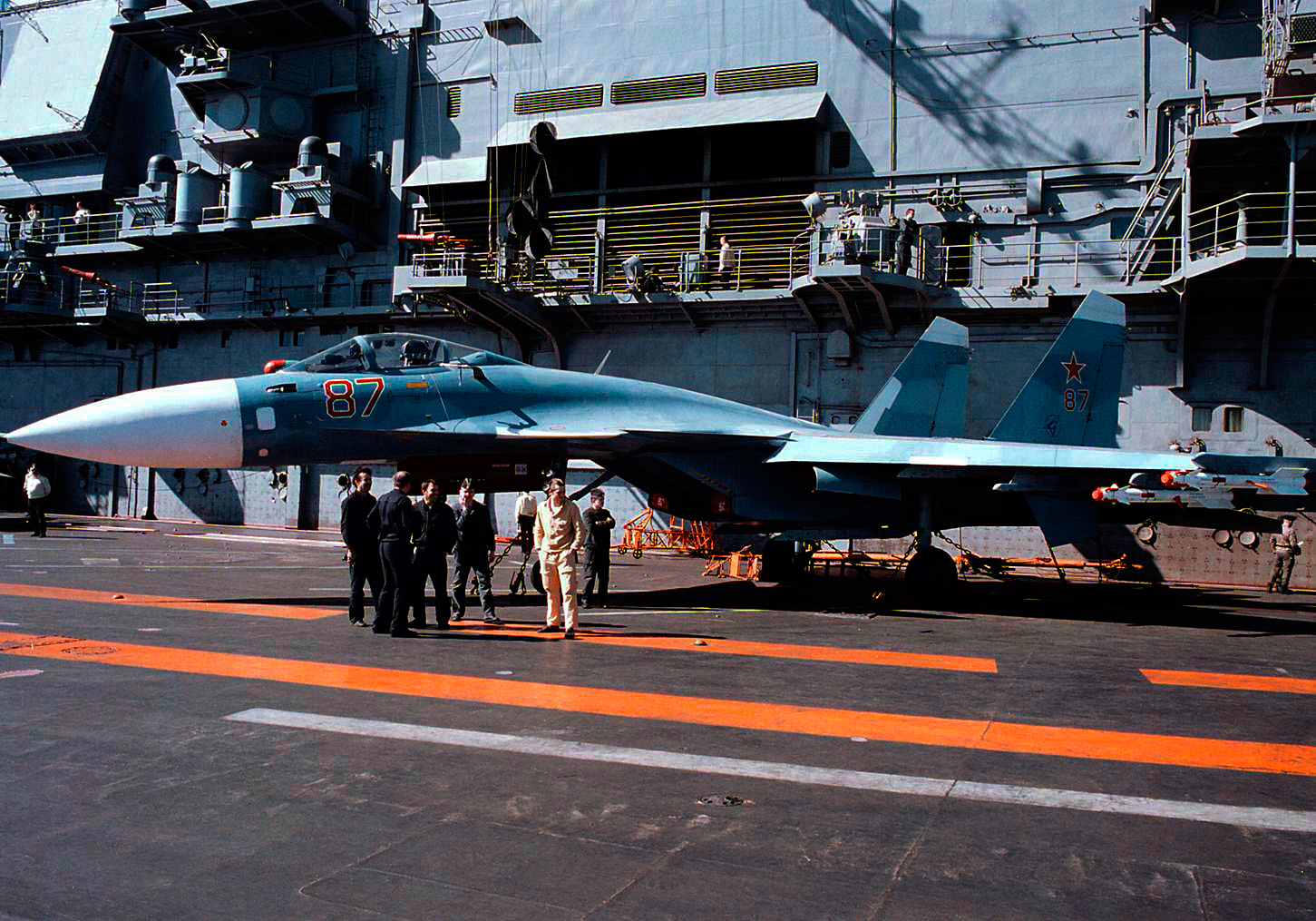
Un Su-27K/Su-33 sul ponte nel 1996